# Costanza Farnese
Costanza Farnese (Roma, 1500 circa – Roma, 23 maggio 1545) fu la figlia naturale del cardinale Alessandro Farnese, il futuro papa Paolo III.

## Biografia
Costanza Farnese nacque dalla relazione illegittima che il padre Alessandro Farnese ebbe con Silvia Ruffini, la moglie del mercante romano Giovanni Battista Crispo.
Dopo la morte del marito, Silvia Ruffini visse apertamente il concubinato con Alessandro Farnese, al quale diede altri tre figli: Pier Luigi, Paolo e Ranuccio. Al contrario dei fratelli Pier Luigi e Paolo, che furono legittimati dal pontefice Giulio II, Costanza fu riconosciuta solo come figlia naturale.
Nel 1517 Costanza si sposò con Bosio II Sforza di Santa Fiora, IV conte di Santa Fiora, ed ebbe il primo figlio (Guido Ascanio) nel novembre dell'anno dopo. Successivamente diede alla luce altri nove figli e visse con il padre a Palazzo Farnese di Roma, mentre i figli venivano cresciuti insieme con quelli del fratello Pier Luigi in tenute fuori da Roma.
Dopo l'elezione a pontefice del padre, iniziò per lei una stagione ricca di soddisfazioni. Dal papa ebbe infatti nel 1543 il governo di Bolsena e una tenuta nei pressi di Perugia. Ricevette inoltre mensilmente una pensione fissa di 300 scudi d'oro.
Costanza acquistò una notevole influenza negli affari ecclesiastici: il 18 dicembre 1534, a soli due mesi dall'ascesa del padre al soglio di Pietro, ottenne la creazione a cardinale per il primogenito Guido Ascanio, appena sedicenne, e successivamente anche per il fratellastro Tiberio Crispo.
Ma questi furono solo i casi più noti. La fama delle sue intercessioni si diffuse rapidamente nella Curia romana, ed anche Ignazio di Loyola le chiese di intercedere con suo padre.
Costanza Farnese morì a Roma il 23 maggio 1545. Fu un duro colpo per il padre che si ritirò per un paio di giorni insieme a Silvia Ruffini a Frascati per piangerne la morte.

## Discendenza
Da Bosio II, Costanza ebbe dieci figli, sei maschi e quattro femmine:
- Guido Ascanio di Santa Fiora (1518-1564), cardinale di Santa Fiora dal 1534;
- Sforza I (1520-1575), condottiero, XII conte di Santa Fiora, si sposò con Luigia Pallavicini e quindi con Caterina Nobili;
- Carlo (1524-1571), ammiraglio;
- Mario I (1530-1591), XIII conte di Santa Fiora, sposò nel 1548 Fulvia Conti;
- Alessandro (1534-1581), cardinale, vescovo di Parma;
- Paolo (1535-1597), militare e cavaliere dell'Ordine militare di Calatrava;
- Francesca (c. 1522-agosto 1548), sposò in prime nozze nel 1537 Girolamo Orsini, signore di Bracciano (?-3 novembre 1540), e in seconde nozze il 17 giugno 1546 Lelio dell'Anguillara[2];
- Giulia, sposò nel 1543 Sforza Pallavicino, marchese di Cortemaggiore e Zibello;
- Faustina (?-prima del gennaio 1566), sposò in prime nozze il 19 giugno 1546 Muzio I Sforza, marchese di Caravaggio, e in seconde nozze nel 1558 Annibale Costantino Visconti Borromeo (?-1564)[3]
- Camilla (?-20 novembre 1569), sposò nel 1546 Besso Ferrero-Fieschi (1528-1584), marchese di Masserano.

## Ascendenza
|                            |     |                                      | Genitori |  |  | Nonni |  |  | Bisnonni                    |  |  | Trisnonni      |  |
|                            |     |                                      |          |  |  |       |  |  | Ranuccio Farnese il Vecchio |  |  | Pietro Farnese |  |
|                            |     |                                      |          |  |  |       |  |  | Ranuccio Farnese il Vecchio |  |  | Pietro Farnese |  |
|                            |     | Pentesilea Dolci                     |          |  |  |       |  |  | Ranuccio Farnese il Vecchio |  |  |                |  |
| Pier Luigi Farnese Seniore |     |                                      |          |  |  |       |  |  | Ranuccio Farnese il Vecchio |  |  |                |  |
|                            |     | Agnese Monaldeschi della Cervara     | …        |  |  |       |  |  |                             |  |  |                |  |
|                            |     | Agnese Monaldeschi della Cervara     | …        |  |  |       |  |  |                             |  |  |                |  |
|                            |     | Agnese Monaldeschi della Cervara     | …        |  |  |       |  |  |                             |  |  |                |  |
| Papa Paolo III             |     | Agnese Monaldeschi della Cervara     |          |  |  |       |  |  |                             |  |  |                |  |
|                            |     | Onorato Gaetani, duca di Sermoneta   | …        |  |  |       |  |  |                             |  |  |                |  |
|                            |     | Onorato Gaetani, duca di Sermoneta   | …        |  |  |       |  |  |                             |  |  |                |  |
|                            |     | Onorato Gaetani, duca di Sermoneta   | …        |  |  |       |  |  |                             |  |  |                |  |
| Giovanna Caetani           |     | Onorato Gaetani, duca di Sermoneta   |          |  |  |       |  |  |                             |  |  |                |  |
|                            |     | Caterina Orsini dei duchi di Gravina | …        |  |  |       |  |  |                             |  |  |                |  |
|                            |     | Caterina Orsini dei duchi di Gravina | …        |  |  |       |  |  |                             |  |  |                |  |
|                            |     | Caterina Orsini dei duchi di Gravina | …        |  |  |       |  |  |                             |  |  |                |  |
| Costanza Farnese           |     | Caterina Orsini dei duchi di Gravina |          |  |  |       |  |  |                             |  |  |                |  |
|                            | ... | …                                    |          |  |  |       |  |  |                             |  |  |                |  |
|                            | ... | …                                    |          |  |  |       |  |  |                             |  |  |                |  |
|                            | ... | …                                    |          |  |  |       |  |  |                             |  |  |                |  |
| Rufino Ruffini             | ... |                                      |          |  |  |       |  |  |                             |  |  |                |  |
|                            |     | ...                                  | …        |  |  |       |  |  |                             |  |  |                |  |
|                            |     | ...                                  | …        |  |  |       |  |  |                             |  |  |                |  |
|                            |     | ...                                  | …        |  |  |       |  |  |                             |  |  |                |  |
| Silvia Ruffini             |     | ...                                  |          |  |  |       |  |  |                             |  |  |                |  |
|                            |     | ...                                  | …        |  |  |       |  |  |                             |  |  |                |  |
|                            |     | ...                                  | …        |  |  |       |  |  |                             |  |  |                |  |
|                            |     | ...                                  | …        |  |  |       |  |  |                             |  |  |                |  |
| Giovannella Caetani        |     | ...                                  |          |  |  |       |  |  |                             |  |  |                |  |
|                            |     | ...                                  | …        |  |  |       |  |  |                             |  |  |                |  |
|                            |     | ...                                  | …        |  |  |       |  |  |                             |  |  |                |  |
|                            |     | ...                                  | …        |  |  |       |  |  |                             |  |  |                |  |
|                            |     | ...                                  |          |  |  |       |  |  |                             |  |  |                |  |